# Краб-барабанщик (фільм)
«Краб-барабанщик» (фр. Le Crabe-tambour) — французький фільм-драма 1977 року, поставлений режисером П'єром Шендерфером за його романом 1976 року, в основі якого епізоди з життя відомого французького морського офіцера П'єра Гійома (1925—2002) на прізвисько «Краб-барабанщик». Фільм було номіновано в 6-ти категоріях на здобуття французької національної кінопремії «Сезар» 1978 року, у трьох з яких він отримав нагороди .

## Сюжет
Капітан корабля «Жорегіберрі» (Jaureguiberry), у якого виявили рак легенів, вирушає у своє останнє плавання — супроводжувати риболовецьку флотилію до Великої Ньюфаундлендської банки, шельфової мілини в Атлантичному океані. Під час плавання разом з лікарем і механіком капітан згадує людину на прізвисько «Краб-барабанщик», з яким він познайомився після війни у Французькому Індокитаї і який став для нього символом боротьби за спільні ідеали.
Краб-барабанщик, окрім Індокитаю, брав участь у війні в Алжирі, боровся за збереження французьких колоній. Коли французький уряд визнав незалежність Алжиру, він вступив до OAS (Секретна озброєна організація), яку влада вважала нелегальною. Капітан, у той час найкращий його друг, віддалився від нього, боячись за свою кар'єру. Тепер Краб-барабанщик керує одним з кораблів, що ескортуються капітаном, але через погані погодні умови вони можуть спілкуватися тільки за допомогою радіозв'язку…

## У ролях
| Жан Рошфор    | ···· | капітан                                      |
| Клод Ріш      | ···· | П'єр, лікар                                  |
| Аврора Клеман | ···· | Аврора, медсестра                            |
| Оділь Версуа  | ···· | дружина колишнього поліцейського             |
| П'єр Руссо    | ···· | Бабур                                        |
| Жак Дюфіло    | ···· | старший механік                              |
| Жак Перрен    | ···· | лейтенант Віллсдорф «Краб-барабанщик»        |
| Франсуа Дюрек | ···· | колишній поліцейський                        |
| Бруно Кремер  | ···· | ад'ютант Віллсдорфа (в титрах не зазначений) |

## Визнання
| Нагороди та номінації фільму «Краб-барабанщик» | Нагороди та номінації фільму «Краб-барабанщик» | Нагороди та номінації фільму «Краб-барабанщик» | Нагороди та номінації фільму «Краб-барабанщик» | Нагороди та номінації фільму «Краб-барабанщик» | Нагороди та номінації фільму «Краб-барабанщик» |
| Рік                                            | Кінофестиваль/кінопремія                       | Категорія/нагорода                             | Номінант                                       | Результат                                      | Результат                                      |
| ---------------------------------------------- | ---------------------------------------------- | ---------------------------------------------- | ---------------------------------------------- | ---------------------------------------------- | ---------------------------------------------- |
| 1978                                           | 3-тя церемонія премії «Сезар»                  | Найкращий фільм                                | Краб-барабанщик                                | Номінація                                      |                                                |
| 1978                                           | 3-тя церемонія премії «Сезар»                  | Найкращий режисер                              | П'єр Шендерфер                                 | Номінація                                      |                                                |
| 1978                                           | 3-тя церемонія премії «Сезар»                  | Найкращий актор                                | Жан Рошфор                                     | Перемога                                       |                                                |
| 1978                                           | 3-тя церемонія премії «Сезар»                  | Найкращий актор другого плану                  | Жак Дюфіло                                     | Перемога                                       |                                                |
| 1978                                           | 3-тя церемонія премії «Сезар»                  | Найкраща операторська робота                   | Рауль Кутар                                    | Перемога                                       |                                                |
| 1978                                           | 3-тя церемонія премії «Сезар»                  | Найкраща музика до фільму                      | Філіпп Сард                                    | Номінація                                      |                                                |